# Église Saint-Pierre-et-Saint-Paul de Vilnius
Pour les articles homonymes, voir Église Saint-Pierre-et-Saint-Paul.

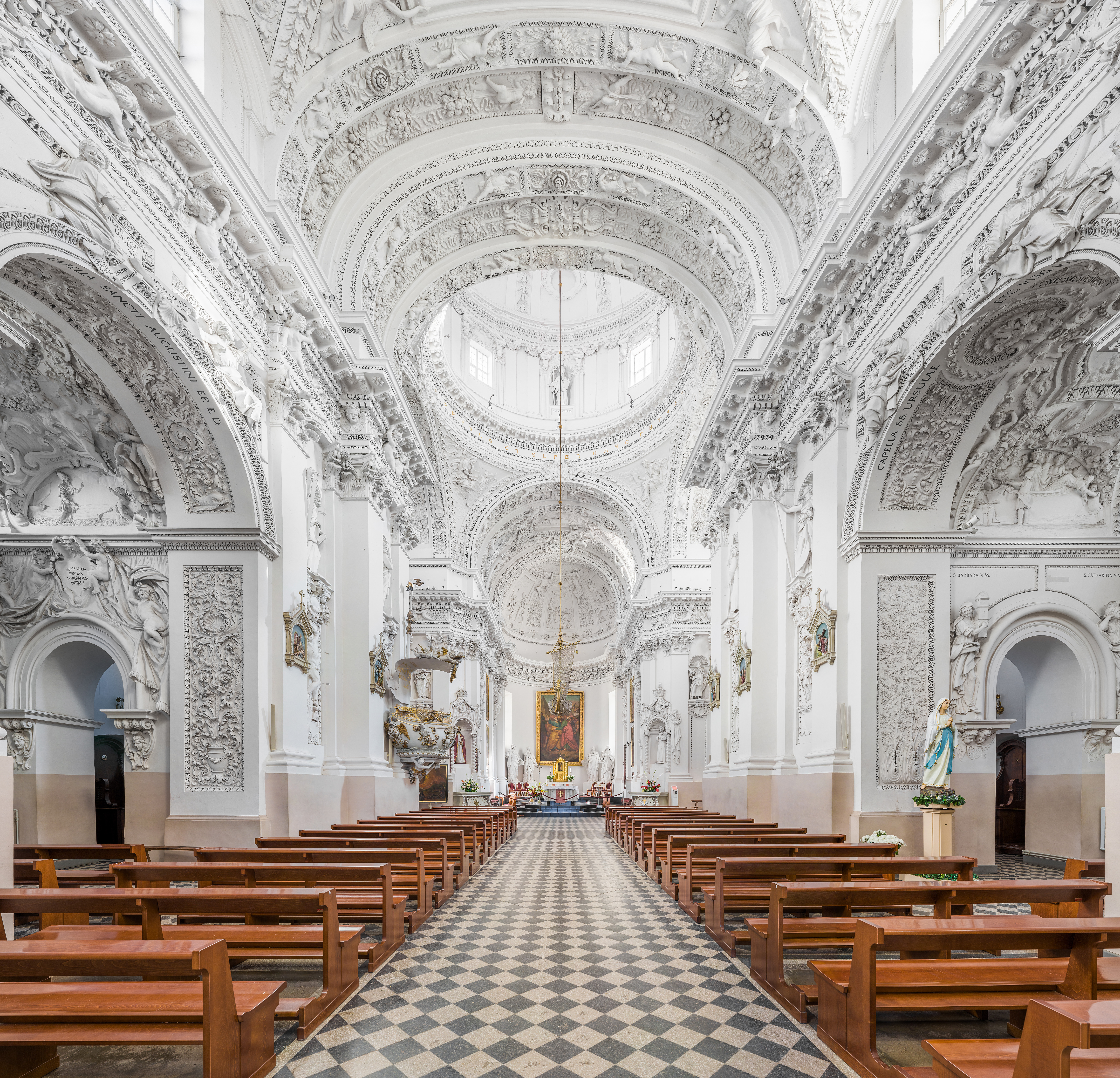
Intérieur de la nef de l’église Saint-Pierre-et-Saint-Paul

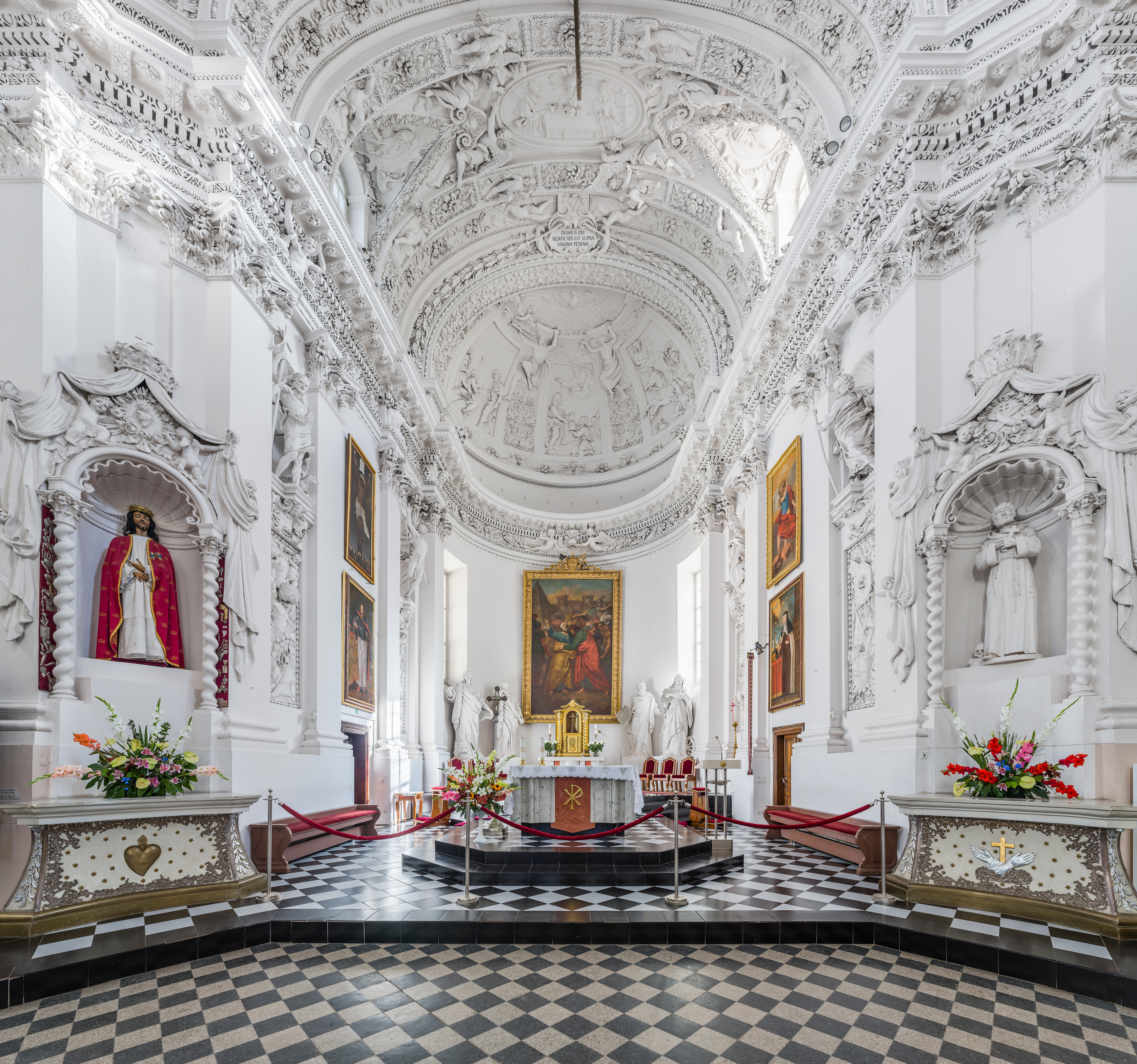
Autre vue de l'intérieur

L’église Saint-Pierre-et-Saint-Paul (en lituanien : Šv. apaštalų Petro ir Povilo bažnyčia, en polonais : Kościół św. Piotra i Pawła na Antokolu) est une église paroissiale catholique de l’archidiocèse de Vilnius, construite en 1688 et considérée comme une perle de l’art baroque de Lituanie. Elle est située au début de la rue Antakalnio. Les messes sont en lituanien et en polonais.

## Histoire

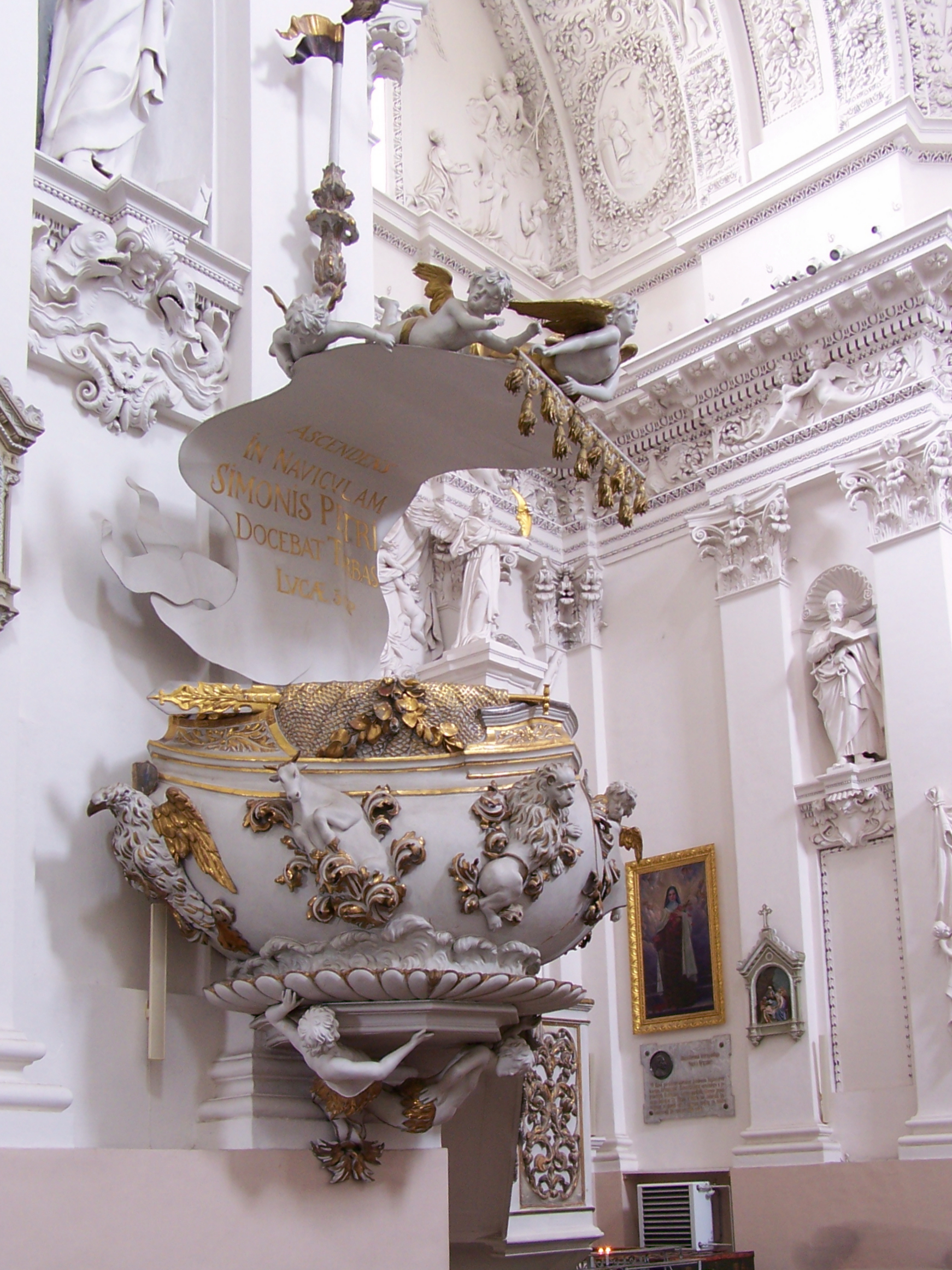
La chaire rococo

L’église Saint-Pierre-et-Saint-Paul se trouve sur l’emplacement d’une ancienne église de bois construite sous le règne du roi Ladislas II Jagellon qui brûla en 1594. Une nouvelle église fut construite au début du XVIIe siècle qui fut détruite pendant la guerre polono-russe de 1655-1661. Le magnat lituanien Michel-Casimir Pac en fait construire une nouvelle en 1668, par l’architecte cracovien Jan Zaor. Il fait aussi appel à l’architecte italien Giambattista Frediani à partir de 1671. L’église est terminée en 1676, et l’année suivante commence l’édification du monastère augustin adjacent, dont les religieux desservent l’église.
La décoration intérieures est confiée par les pères augustins à des architectes italiens, comme le tessinois Pietro Perti ou le romain Giovanni Maria Galli.
Pac se fait inhumer dans l’église, dont l’intérieur n’est pas encore achevé, en 1682 avec cette inscription sur sa pierre tombale : Hic jacet peccator.
Deux architectes milanais, Giovanni Beretti et Nicola Piano restaurent l’église à la fin du XIXe siècle et décorent la chaire en style rococo.
Les bâtiments monastiques servent de caserne à l’armée russe dans la seconde moitié du XIXe siècle et de caserne à l’armée polonaise pendant l’entre-deux-guerres. Après la Seconde Guerre mondiale, les autorités de la république socialiste soviétique de Lituanie y installent une école de radio-électronique et l’église accueille les reliques de saint Casimir de Pologne, lorsque la cathédrale de Vilnius est sécularisée et transformée en galerie de peintures. L’église Saint-Pierre-et-Saint-Paul devient alors la cathédrale catholique de Vilnius, jusqu’à ce que la cathédrale Saint-Casimir retrouve sa fonction première en 1989 et que les reliques retrouvent leur place originelle.

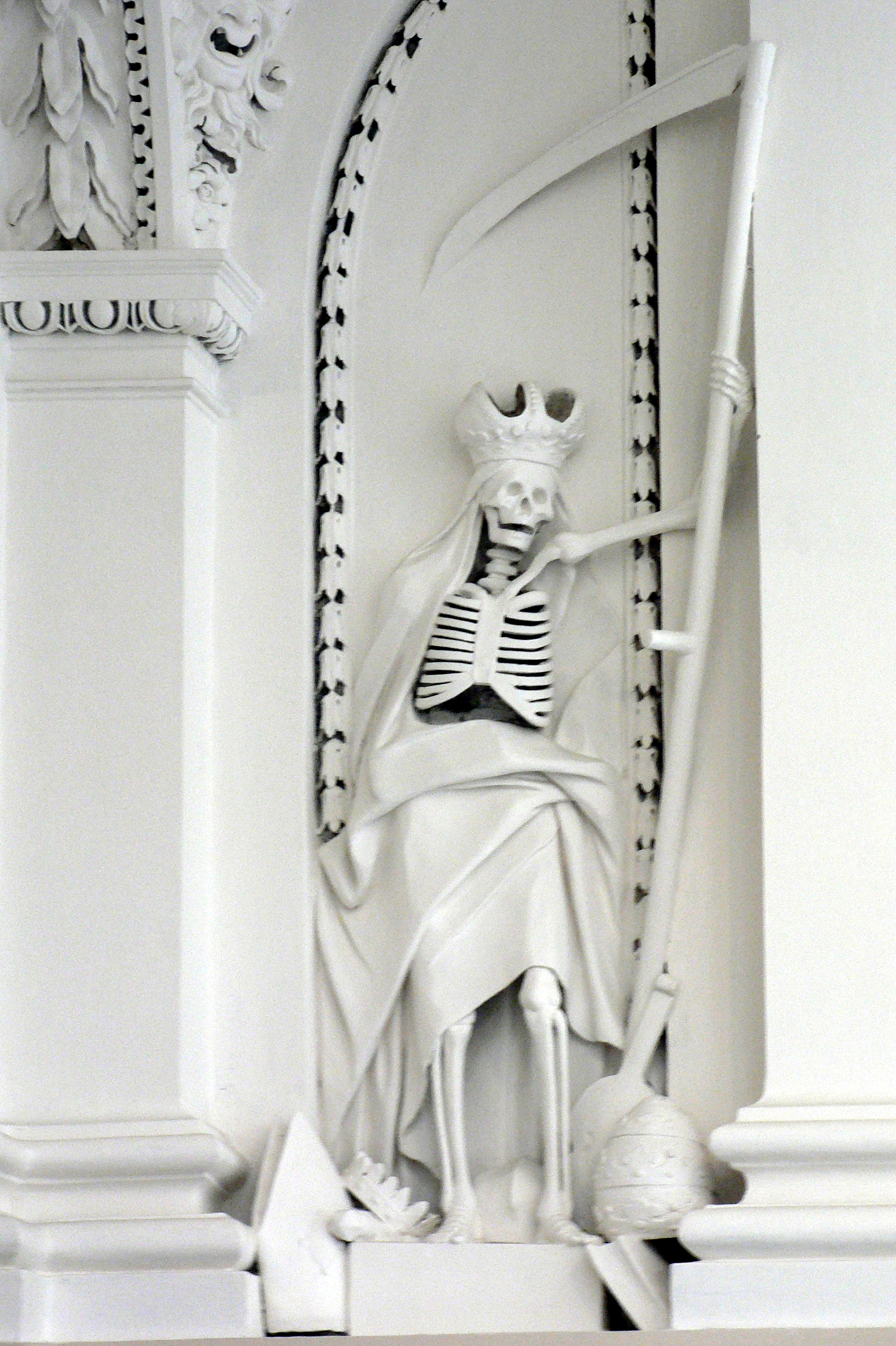
Allégorie de la Mort

Le parvis de l’église s'appelle place Jean-Paul II, en l'honneur du pape polonais qui visita la Lituanie en 1993.

## Notes et références

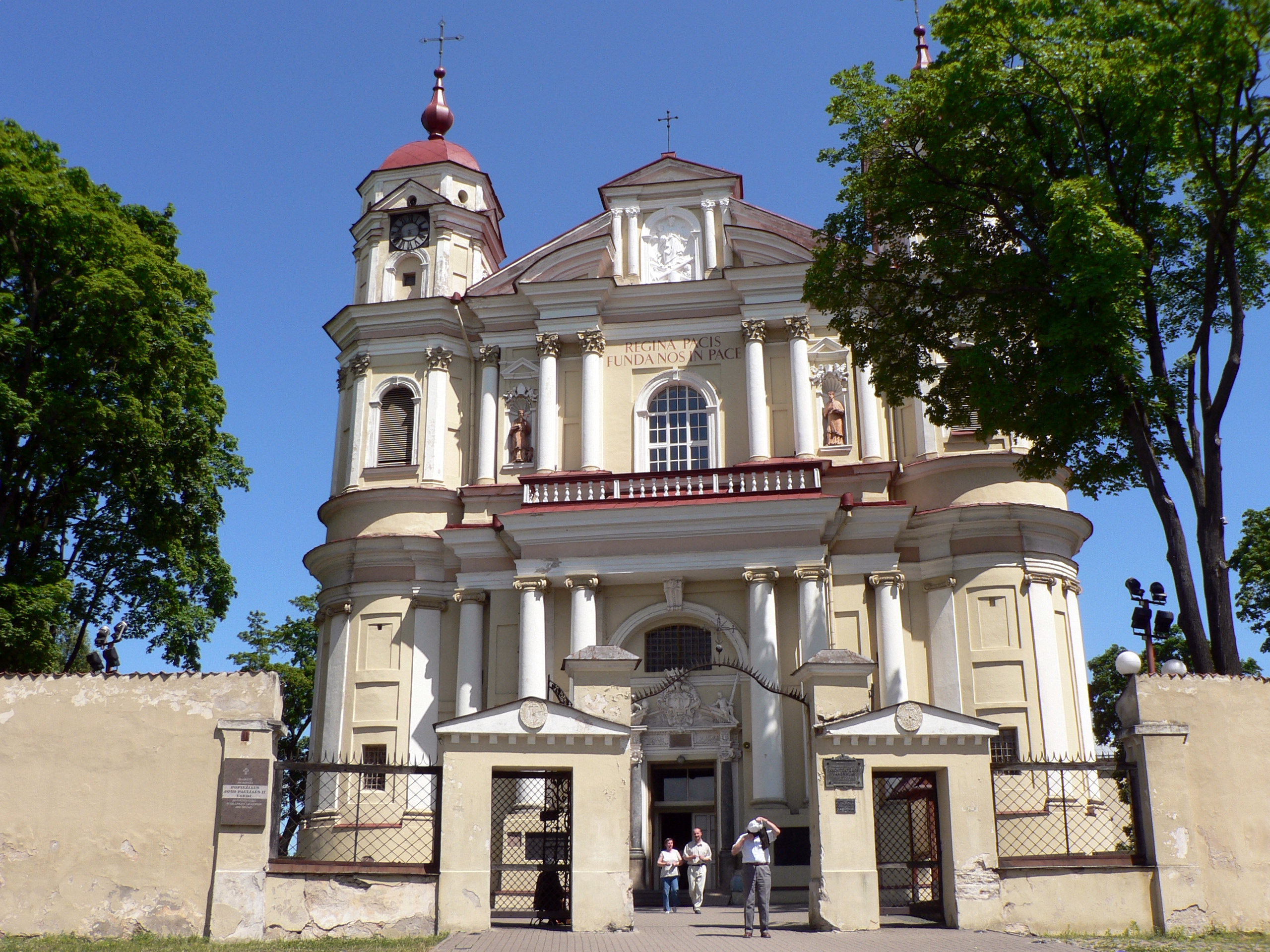
La façade de l’église